# Beliș, Loveci
Beliș (în bulgară Белиш) este un sat în comuna Troian, regiunea Loveci,  Bulgaria. 

## Demografie
Componența etnică a satului Beliș
     Bulgari (94,49%)
     Turci (4,12%)
     Nicio identificare (1,37%)
     Altele (0%)
La recensământul din 2011, populația satului Beliș era de 218 locuitori. Din punct de vedere etnic, majoritatea locuitorilor (94,49%) erau bulgari, cu o minoritate de turci (4,12%). Pentru 1,37% din locuitori nu este cunoscută apartenența etnică.